# Sunburg (Minnesota)
Sunburg es una ciudad ubicada en el condado de Kandiyohi en el estado estadounidense de Minnesota. En el Censo de 2010 tenía una población de 100 habitantes y una densidad poblacional de 77,07 personas por km².

## Geografía
Sunburg se encuentra ubicada en las coordenadas 45°20′50″N 95°14′24″O / 45.34722, -95.24000. Según la Oficina del Censo de los Estados Unidos, Sunburg tiene una superficie total de 1.3 km², de la cual 1.23 km² corresponden a tierra firme y (5.59%) 0.07 km² es agua.

## Demografía
Según el censo de 2010, había 100 personas residiendo en Sunburg. La densidad de población era de 77,07 hab./km². De los 100 habitantes, Sunburg estaba compuesto por el 99% blancos, el 0% eran afroamericanos, el 0% eran amerindios, el 0% eran asiáticos, el 0% eran isleños del Pacífico, el 0% eran de otras razas y el 1% pertenecían a dos o más razas. Del total de la población el 0% eran hispanos o latinos de cualquier raza.